# Represa do Cânion Glen
A barragem/represa do cânion Glen é uma barragem de gravidade em arco de concreto no Rio Colorado, no norte do estado do Arizona, Estados Unidos, perto da cidade de Page. A barragem tem duzentos e vinte metros de altura e foi construída pelo Bureau of Reclamation dos Estados Unidos de 1956 a 1966 e forma o lago Powell, um dos maiores reservatórios artificiais do país com uma capacidade de mais de 31 km3. A barragem é a principal unidade de armazenamento de água do Projeto de Armazenamento do Rio Colorado. Antes da construção da barragem, o Rio Colorado experimentava taxas variáveis de fluxo sazonal, incluindo eventos de inundação na primavera. Essas enchentes da primavera escavavam o fundo do rio e melhoravam os processos naturais que sustentavam o ecossistema do Rio Colorado. A barragem alterou os processos ecológicos do Rio Colorado no Grand Canyon. A formação faz parte do Parque Nacional do Grand Canyon. O parque foi estabelecido como o 17.º Parque Nacional dos Estados Unidos por um Ato do Congresso assinado em lei pelo presidente Woodrow Wilson em 26 de fevereiro de 1919. O parque é administrado pelo Serviço Nacional de Parques dos Estados Unidos e cobre uma área de aproximadamente 4926 km².